# Чемпионат Европы по самбо 2001
XX Чемпионат Европы по самбо 2001 года прошёл 3-5 мая в городе Албена (Болгария).

## Медалисты

### Мужчины
| Весовая категория | Золото                       | Серебро                       | Бронза                                                    |
| ----------------- | ---------------------------- | ----------------------------- | --------------------------------------------------------- |
| до 52 кг          | Андрей Кораблёв · Россия     | Армен Асатуров · Украина      | Александр Делян · Молдова Ваган Мамадов · Азербайджан     |
| до 57 кг          | Сергей Лузин · Россия        | Виталий Михайлов · Беларусь   | Евгений Генов · Болгария Хаким Назаралиев · Азербайджан   |
| до 62 кг          | Андрей Сероштанов · Украина  | Дмитрий Нечаев · Россия       | Сехриман Агаев · Азербайджан Ваган Ходжоян · Армения      |
| до 68 кг          | Виктор Савинов · Украина     | Арчил Чохели · Грузия         | Георгий Георгиев · Болгария Алексей Галкин · Россия       |
| до 74 кг          | Сергей Колесников · Россия   | Мандаугас Лауринайтис · Литва | Георгий Шишков · Болгария Сергей Онищук · Украина         |
| до 82 кг          | Александр Коновалов · Россия | Сергей Балабан · Украина      | Магомед Абдулганилов · Беларусь Свилен Скерлев · Болгария |
| до 90 кг          | Сергей Лоповок · Россия      | Юрий Сеножатский · Беларусь   | Гиви Шубитидзе · Грузия Роман Рипа · Украина              |
| до 100 кг         | Юрий Рыбак · Беларусь        | Ростислав Борисенко · Украина | Давид Лилуашвили · Грузия Евгений Исаев · Россия          |
| свыше 100 кг      | Георгий Тонков · Болгария    | Леонид Свирид · Беларусь      | Игорь Горбоконь · Украина Звиад Чинчаладзе · Грузия       |

#### Командный зачёт
1. Россия;
2. Украина;
3. Беларусь;
4. Болгария;
5. Грузия;
6. Азербайджан;
7. Литва;
8. Молдова;
9. Армения;
10. Югославия;
11. Испания;
12. Латвия;
13. Франция.

### Женщины
| Весовая категория | Золото                      | Серебро                       | Бронза                                                  |
| ----------------- | --------------------------- | ----------------------------- | ------------------------------------------------------- |
| до 48 кг          | Татьяна Москвина · Беларусь | Ольга Чирцова · Россия        | Габриэла Кирилова · Болгария Светлана Синенко · Украина |
| до 52 кг          | Виктория Волотова · Россия  | Наталья Сариева · Болгария    | Татьяна Барылева · Беларусь Изольда Энгеле · Латвия     |
| до 56 кг          | Кристина Назарян · Армения  | Елица Ражева · Болгария       | Минерва Монтеро · Испания Людмила Матиевская · Украина  |
| до 60 кг          | Людмила Кристя · Молдова    | Боряна Заборина · Болгария    | Алёна Абрамович · Беларусь Надежда Покора · Украина     |
| до 64 кг          | Ирина Афонина · Россия      | Ольга Панчук · Украина        | Мария Топираско · Молдова Мила Маркова · Болгария       |
| до 68 кг          | Анна Репида · Молдова       | Виталия Вреблевская · Украина | Елена Задворнова · Россия Елизавета Толева · Болгария   |
| до 72 кг          | Светлана Галянт · Россия    | Мария Митева · Болгария       | Мария Пилар · Испания Валентина Бардачова · Украина     |
| до 80 кг          | Эльмира Викилова · Россия   | Лариса Гарагуля · Украина     | Наталья Мельникова · Беларусь Ивана Тодорова · Болгария |
| свыше 80 кг       | Цветана Божилова · Болгария | Ольга Николайчук · Украина    | Вероника Козловская · Беларусь Галина Рыбалко · Россия  |

#### Командный зачёт
1. Россия;
2. Болгария;
3. Украина;
4. Молдова;
5. Беларусь;
6. Армения;
7. Испания;
8. Латвия;
9. Литва;
10. Югославия;
11. Эстония.